# بئر الشاوش
بِئْر الشَأوُش قرية تقع في معتمدية الناظور بولاية زغوان بالوسط الشرقي التونسي، على الطريق الوطنية رقم 3، شمال قرية سيدي ناجي وجنوب غرب مدينة الناظور. ترقيمها البريدي هو 1163.

### مواضيع ذات علاقة
- معتمدية الناظور.
- ولاية زغوان.

1. ↑  "المناطق الترابية (العمادات) حسب الولايات والمعتمديات". اطلع عليه بتاريخ 2024-11-30.